# Gustafskyrkan, Luleå

Gustafskyrkan var en kyrka i Luleå ritad av Olof Tempelman 1779 och utförd 1787-1790. Kyrkan brann ned under stadsbranden i Luleå i juni 1887.
1893 invigdes Oscar Fredriks kyrka (sedan 1904 Luleå domkyrka) på den plats där Gustafskyrkan tidigare stått.